# 파 (사주팔자)
파(破)는 두 지지가 서로의 작용을 파괴하며 방해하는 것이다. 파가 구성되면 내적 갈등이 발생하고, 절망감이 들기 쉽다. 충이나 형보다 타격감은 덜 되지만, 진행 중이던 일이 귀찮게 되거나 차질이 생기기도 한다.

## 파의 종류
양지(陽支)의 경우에는 순행으로 열 번째 지지를 만날 때, 음지(陰支)의 경우에는 역행으로 열 번째 지지를 만날 때, 파(破)가 형성된다. 파의 종류는 총 6가지이며, 지지충과 마찬가지로 생지(生支)는 생지끼리, 왕지(旺支)는 왕지끼리, 고지(庫支)는 고지끼리 파가 형성된다. 파의 종류는 다음과 같다.
| 지지 1 | 지지 2 | 생·왕·고 |
| ------ | ------ | -------- |
| 子     | 酉     | 왕지     |
| 丑     | 辰     | 고지     |
| 寅     | 亥     | 생지     |
| 卯     | 午     | 왕지     |
| 巳     | 申     | 생지     |
| 未     | 戌     | 고지     |

명칭을 부를 때는 자유파(子酉破), 축진파(丑辰破), 인해파(寅亥破), 묘오파(卯午破), 사신파(巳申破), 미술파(未戌破)라고 부른다. 이때, 인목(寅木)과 해수(亥水)는 합(合)을 형성하기도 한다. 또한, 사화(巳火)와 신금(申金), 미토(未土)와 술토(戌土)는 형(刑)을 형성하기도 한다. 이렇게 다른 관계를 형성하기도 하는 파 관계도 있다.

## 같이 보기
- 사주팔자
- 합
- 충
- 형
- 해